# Укек
Укек (також у російських джерелах Увек) — одне з найбільших міст Золотої Орди. Значна археологічна пам'ятка Середньовіччя у Надволжі. Розташоване на високому мисі з плоским верхом на правому березі Волги на півдні Саратова, у його Заводському районі. Городище знято з охоронного обліку у 1970-х роках й забудоване.
Назва з тюркської мови значить «башта», а з монгольської — «громадна гора».
На півночі городище обмежене річкою Увеківкою, на півдні — залізничною станцією Нафтовою.

## Історія
Місцевість, що обрали золотоординці для побудови міста була заселена з бронзової доби (Олексіївське городище). Тут були тривалі поселення до 5 сторіччя. За часів Хозарського каганату й Волзької Булгарії поселення відроджувалося та зникало.
Збудований Укек, як й інші золотоординські міста у 1250-их роках. У будівництві були використані полонені монголо-татарами іншоплемінники.
Укек був центром Укецького улусу Золотої орди, а також значним ремісницьким, торговим та сільськогосподарським центром. У міста Укек була важлива переправа через річку Етіл'ю.
Перші згадки про місто належать венеціанському купцю Марко Поло. В своїх працях позначених 1262 роком він згадує: «Стали брати радитися: до Константинополя з товарами нам повертатися не можна, так підемо вперед по східній дорозі, звідти можемо і тоді повернути. Зібралися та вийшли з Булгару. Пішли вони до міста, що було на кордоні землі західного царя і називалося воно Укака. Вийшовши звідси, переправилися через річку Тигр і сімнадцять днів йшли пустелею». У 1334 році в Укекі побував арабський мандрівник Ібн Батута (араб. ابن بطوطة‎‎), який згадує про місто так: «Ми попрямували до міста Укаку — міста середньої величини, але з красивими будовами та зі всіма благами для життя, хоча і із сильним буревієм».
Вважається, що місто було зруйноване військами Тамерлана у 1395 році, який переслідував золотоординського царя Тохтамиша з Передкавказзя.
Після завоювання Московським царством у 1552 році Казанського, а у 1556 році — Астраханського ханства Надвожя повністю увійшло до складу Московії.
1558 року Укек відвідав англійський мандрівник Ентоні Дженкінс й виявив над містечком пагорб, де раніше була фортеця.
1590 року Московське царство звело фортецю в Укеці. Вважається що половецько-татарське містечко існувало до початку 17 сторіччя. Точно невідомо де були перші закладини Саратівської фортеці у 1590 та 1617 року.

### Монетний двір в Укеці

Карбування в Укеці. Дирхам часів правління хана Тула-Буги (1287—1291). 1288 рік

Карбування в Укеці. Пул часів правління хана Токти (1291—1312). Бл. 1311—1312 роки

На монетному дворі в Укеці (араб. أوكيك) почали карбувалися монети в другій половині XIII ст. та припинилися в 1340-х роках. За цей період виготовлялися срібні дирхами та мідні пули.
Дирхами карбувалися тонкими кружечками із низькопробного срібла. Срібні дирхами розділяються на 4 типи:
- 1) Дирхем хана Тула-Буги (1287—1291). 1289 рік. На аверсі у крапковому колі чотирикутник, в центрі тамга Менгу-Тимура (2-зубцева з лінією з правого боку). Над тамгою, внизу і по її боках легенда: «Карбування Укеку». На реверсі в картуші Шагада Ісламу в 3 рядки: «Немає Бога крім Аллаха і Мухаммад — пророк його» (араб. أشهد أن لا إله إلا الله وأشهد أن محمدا رسول الله), нижче рік за Гіджрою «789». Вага — 1,19 гр.
- 2) 1⁄8 (Вага — 0,20 гр.), ½ (Вага 0,80 гр.), 1 (Вага — 1,76 гр.) дирхеми. Токта-хан. Період карбування 1299—1306 (700—707 р. Г.) роки. На аверсі надпис арабською мовою у 4 рядки: «Карбування / Токта бек / справедливий / місто Укек». На реверсі у крапковому колі 6-кутна зірка, в її центрі надпис у 3 рядки: «Шанування Бога та його посланця». У кутах зірки картуш, між її кутиками 10 зірок. Існує різновид без позначеного місця карбування, а також з надписом на реверсі «Вічна слава та честь тривалі».
- 3) ½ (Вага 0,80 гр.), 1 (Вага — 1,76 гр.) дирхеми. Токта-бек. 1305—1306 (706—707 р. Г.) роки (існує різновид без дати). На аверсі у потрійному колі (середній крапковий) надпис у 5 рядків: «Султан верховний Гіяс Токта-бек справедливий, та триватиме буття його». На деяких різновидах надпис у 4 рядки, внизу віньєтка. На реверсі у такій самій рамці Шагада в 5 рядків, місце та дата виготовлення.
- 4) 1305 рік. На аверсі монети номіналом в 1⁄8 (Вага — 0,18 гр.) дирхами надпис у 2 ряди «Карбування Укеку», внизу віньєтка. На реверсі у крапковому колі вгорі віньєтка, нижче легенда та рік: «хабба 706»[4][5].

Мідні пули дослідники розділили на 5 типів:
- 1) Датований пул за часів правління Менгу-Тимура (1266—1282). Рік карбування — 1276 (677 р. Г.). На аверсі у рамці з крапок хаотичний набір літер. На реверсі позначені рік та місце карбування.
- 2) Анонімний пул за часів правління Менгу-Тимура. В середині подвійного кола, невеликий чотирикутник з тамгой Бату, з боків «вузли щастя». На реверсі позначене місце карбування. Середня вага — 1,21 гр.
- 3) Анонімне карбування останніх років правління хана Токти (1291—1312). На аверсі у крапковому колі чотирикутник, по боках від нього віньєти, у чотирикутнику надпис: «Шістнадцять цих / один данг». На реверсі в такому ж оформленні легенда: «Будь щасливий (вар. перекладу — в добрий час) / новий пул». Середня вага — 1,17 гр.
- 4) Анонімне карбування останніх років правління хана Токти. Монети без зображень із надписами: «Карбування Токти / справедливого», або «Шістнадцять / відповідають данику». На реверсі надписи: «В добрий час (буть щасливий) / місто Укек». Монети знаходять в основному в районі селища Лисі Гори (Саратівська область, Росія). Дослідниками віднесені до карбування Укеку часів правління хана Токти. Період карбування — 1291—1312 роки[6].
- 5) Анонімне карбування за часів правління хана Узбек-хана (1312—1341). На аверсі надпис: «Шістнадцять цих / один данг» (араб. ﺍﻭﻦ ﺍﻟﺗﻰ ﺳﻰ ﺑﻳﺭ ﺩﺍﻧﻛﻰ). На реверсі в середині подвійного кола, невеликий чотирикутник з тамгой Бату, з боків легенда: «В добрий час (буть щасливий) / місто Укек»[7].